# دهستان طیبی سرحدی شرقی
طیبی سرحدی شرقی، دهستانی از توابع بخش چاروسا شهرستان کهگیلویه در استان کهگیلویه و بویراحمد ایران است.

## جمعیت
براساس سرشماری سال ۱۳۸۵ جمعیت آن ۹٬۰۶۳ نفر (۱٬۶۳۵ خانوار) بوده‌است.